# Eugenio Ortiz
Eugenio Ortiz (Caguas, Puerto Rico, 19 de julio de 1848 - 1897) fue un poeta puertorriqueño poco conocido por sus escritos, pero muy nombrado por su participación en el Grito de Lares.

## Formación
El escritor puertorriqueño es considerado autodidacta, aunque asistió a la escuela secundaria y se graduó con el diploma de cuarto año en el 1865. Pensaba asistir a la Universidad de Barcelona (España) pero, gracias a la motivación por uno de los discursos del Dr. Ramón Emeterio Betances, decide unirse al movimiento nacionalista. Al comenzar la Guerra de los Diez Años se trasladó a Cuba a bordo del vapor Anna, en 1870, en donde conoció al General Juan Rius Rivera, un revolucionario puertorriqueño. Cuando la guerra llegó a su fin con el Pacto de Zanjón, frustrado con el acuerdo, se despide de sus compañeros nacionalistas y se retira a Barcelona a comenzar sus estudios universitarios, ya en 1874. Al llegar a España es detenido por las fuerzas armadas y encarcelado. Mientras, en prisión, Ortiz desarrolla su amor hacia la literatura y comienza a escribir sus primeros poemas. Tras 23 años de encarcelamiento y un gran número de obras literarias, encuentra nuevamente al General Juan Rius Rivera cuando es desterrado a España. Ortiz escapa de la prisión con promesas de rescatar al general, pero es asesinado por un soldado español al tratar salir de Barcelona. Su cuerpo fue trasladado a Puerto Rico en 1912 al cementerio Santa María Magdalena de Pazzis de  San Juan Puerto Rico.

## Obras literarias
Al no tener una educación formal en los campos literarios, sus obras no tienen el detalle estilístico de otros autores puertorriqueños. Desafortunadamente los pocos fragmentos que nos quedan de este autor aficionado aún permanecen perdidos en España.